# Degernäs, Umeå kommun
Degernäs är en tätort (före 2023 småort) i Umeå kommun, omkring 5 kilometer söder om centrala Umeå.
Degernäs ligger nordväst om Österfjärden och norr om Västerfjärden som är Umeälvens utlopp i Bottniska viken, och rakt åt väster ligger Storsandskär. Umeälvens delta är naturreservat. Tre kilometer väster om byn går E4 och österut vid kusten går E12. Byn kringgärdas åt söder och sydväst av Stöcke och Stöcksjö samt Stöcksjön, Närmast i norr ligger Teg och Röbäck. Byn Sand ligger åt sydväst. På andra sidan älven ligger Tomtebo och Yttertavle. Förr låg Degernäsfjärden i byns östra del, men under mitten av 1700-talet torrlades den hastigt och började användas som äng.

## Historia
Namnet Degernäs är bildat av adjektivet diger som betyder stor, varmed bynamnet kan översättas till "stornäset". Enligt 1543 års jordebok bodde åtta skattskyldiga bönder i Degernäs, varav en, Olaf Hindersson, också var landsköpman. Vid folkräkningen 1890 bodde 229 personer där, varav de flesta var sysselsatta inom jordbruket, men några var arbetare eller hantverkare.

## Natur
Jordbruket dominerar fortfarande Degernäs, som tillsammans med Röbäcksslätten är den största jordbruksmarken i övre Norrland. Såsom del av närområdet till Umeälvens delta har Degernäs många naturskydd. Degernäsängarna är synnerligen rika på våtmarksfåglar, och skyddas av Natura 2000. Södra Degernässlätten-Sundet, som är området från byns södra del till Västerfjärden, är också ett naturreservat.

### Webbkällor
- http://www.geonames.org/maps/google_63.767_20.25.html GeoNames Database
- ”Södra Degernässlätten-Sundet”. Länsstyrelsen Västerbotten. Arkiverad från originalet den 29 juli 2013. https://web.archive.org/web/20130729023414/http://www.lansstyrelsen.se/vasterbotten/Sv/djur-och-natur/skyddad-natur/naturreservat/umea-kommun/sodra-degernasslatten-sundet/Pages/default.aspx.
- ”Beslut och Skötselplan för naturreservatet Södra Degernässlätten - Sundet i Umeå kommun”. Länsstyrelsen Västerbotten. https://www.lansstyrelsen.se/download/18.4df86bcd164893b7cd91f7dc/1533627163327/S%C3%B6dra%20Degern%C3%A4ssl%C3%A4tten-Sundet%20beslut%20och%20sk%C3%B6tselplan%20utan%20s%C3%A4ndlista.pdf.